# حجلة العليا (بني العوام)

تعديل مصدري - تعديل

حجلة العليا هي إحدى قرى عزلة بني الذواد بمديرية بني العوام التابعة لمحافظة حجة، بلغ تعداد سكانها 100 نسمة حسب تعداد اليمن لعام 2004.